# Polycera rycia
Polycera rycia är en snäckart som beskrevs av Er. Marcus och Ev. Marcus 1970. Polycera rycia ingår i släktet Polycera och familjen Polyceridae. Inga underarter finns listade i Catalogue of Life.